# Arteria recurrente tibial anterior
La arteria recurrente tibial anterior es una arteria que se origina en la arteria tibial anterior. No presenta ramas.

## Trayecto
Se dispone entre la tibia y el músculo tibial anterior ramificándose en la cara anterior de la rodilla, donde se anastomosa con las arterias articulares de la rodilla para formar el círculo anterior de la rodilla.

## Imágenes adicionales

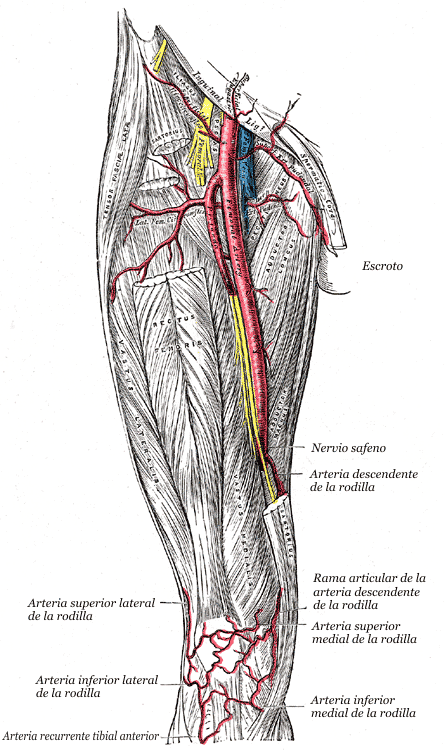
Arteria femoral y otras arterias derivadas.